# Estadio de la Liga Deportiva Cantonal de Echeandía
El estadio de la Liga Deportiva Cantonal de Echeandía es un estadio utilizado para la práctica del fútbol. Está ubicado en la ciudad de Echeandía, provincia de Bolívar. Fue inaugurado el 21 de septiembre de 2000. Tiene capacidad para 2000 espectadores.

## Historia

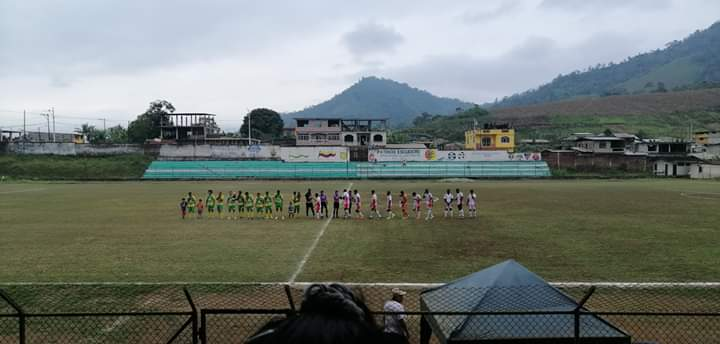
Vista desde la tribuna

Desempeña un importante papel en el fútbol local, ya que los clubes bolivarenses como el Club Deportivo Juventud Minera y el Club Social, Cultural y Deportivo Primero de Mayo hacen de local en este escenario deportivo, que participan en el Campeonato Provincial de Segunda Categoría de Bolívar.
El estadio es sede de distintos eventos deportivos a nivel local, ya que también es usado para los campeonatos escolares de fútbol que se desarrollan en el cantón en las distintas categorías, también puede ser usado para campeonatos barriales de Echeandía.
- Datos: Q16303213